# Bréhal
Bréhal település Franciaországban, Manche megyében. Lakosainak száma 3480 fő (2022. január 1.). Bréhal Bricqueville-sur-Mer, Cérences, Chanteloup és Coudeville-sur-Mer községekkel határos.

## Népesség
A település népességének változása:
| Lakosok száma | 1568 | 2390 | 2351 | 2945 | 3100 | 3277 | 3410 | 3455 | 3463 | 3480 |
|               | 1968 | 1982 | 1990 | 2006 | 2013 | 2015 | 2017 | 2019 | 2020 | 2022 |